# أليكس طوال
أليكس طوال (من مواليد 3 يوليو 1996) هو لاعب رجبي لبناني دولي في يلعب في فريق Wests Tigers، ويلعب مع المنتخب اللبناني للرجبي ليغ.

## خلفية
ولد توال في ويستميد نيو ساوث ويلز في أستراليا.

## مسيرته

### مبكراً
لعب أليكس في كأس هولدن وكان جزءًا من تشكيلة الصف الأول الممتدة في عامي 2015 و 2016، ولعب لمنتخب نيو ساوث ويلز تحت 20 عامًا وفريق Junior Kangaroos في عامي 2015 و 2016.

### 2017
وقع أليكس مع فريق Wests Tigers في منتصف موسم 2017، للعب لصالح الفريق خلال الفترة (2018-2020)،  وقام بأول ظهور له في الصف الأول في 2 يوليو، ولعب مع Wests Tigers ثماني مباريات في نهاية الموسم،" 
في نهاية الموسم، تم اختيار أليكس للمشاركة مع منتخب لبنان في كأس العالم.

### 2018
قدم أليكس 21 مباراة مع Wests في عام 2018 حيث احتل النادي المركز التاسع على في نهاية الموسم وغاب عن النهائيات.

## وصلات خارجية
- الملف الشخصي NRL
- غرب النمور الملف الشخصي
- 2017 RLWC الشخصي